# DECADE (松井常松のアルバム)
『DECADE』（ディケイド）は松井常松の初のベスト・アルバム。東芝EMI/パーロフォンから2001年11月28日にCD2枚組で発売された。規格品番：TOCT-24703/4。

## 内容
BOØWYでのデビューから数えて20周年を迎えるにあたり制作された。
これまでEMIミュージック・ジャパンから発売された楽曲で選曲された。
CD EXTRAが3曲収録されている。

## 収録曲
特記以外 作詞/作曲/編曲：松井常松

### DISC1
1. あの頃僕らは
  - 編曲：藤井丈司
2. 離れていても
  - 作詞：山下久美子　編曲：藤井丈司
3. あしたは日曜日
  - 作詞：辻睦詞　編曲：藤井丈司
4. CITY
  - 作詞：森雪之丞・松井常松　編曲：藤井丈司
5. WEDNESDAY
  - 作詞：森雪之丞・松井常松　編曲：藤井丈司
6. GLACIER
  - 作詞：森雪之丞・松井常松　編曲：藤井丈司
7. DEEP SKY
  - 編曲：小原礼
8. SCIENCE
  - 作詞：森雪之丞・松井常松　編曲：小原礼
9. LAST ANGEL
  - 作詞：森雪之丞・松井常松　編曲：小原礼
10. 青空が眩しくて僕は立ち眩む
  - 作詞：森雪之丞・松井常松　編曲：小原礼
11. 密室のBALLERI
  - 作詞：森雪之丞　編曲：小原礼
12. SHADOW OF THE MOON
  - 作詞：森雪之丞　作曲：尾崎亜美　編曲：小原礼
13. BE QUIET
  - 編曲：小原礼
14. DNA
  - 作詞：森雪之丞　作曲：松井常松・小原礼　編曲：小原礼
15. 抱きしめたい
  - 作詞：森雪之丞　編曲：小原礼
16. あの頃僕らは （SUNSET version）
  - 編曲：藤井丈司

### DISC2
1. ALL LINED UP
  - 作詞：Anneli Marian Drecker
2. YOROKOBI NO UTA（Instrumental）
3. SILVERY WHITE GODDESS
  - 作詞：Anneli Marian Drecker
4. MOTHER（Instrumental）
  - 作曲・編曲：松井常松・佐久間正英
5. TEARS
6. THROUGH YOUR EYES
  - 作詞：AMY　作曲・編曲：藤井丈司
7. Delirious moon
  - 作詞：EMI
8. Alone（Instrumental）
9. YOROKOBI NO UTA MV（CD EXTRA）
10. あの頃僕らは MV（CD EXTRA）
11. Delirious moon MV（CD EXTRA）